# Penne-d'Agenais
Penne-d'Agenais è un comune francese di 2 506 abitanti situato nel dipartimento del Lot e Garonna nella regione della Nuova Aquitania.

## Società

### Evoluzione demografica
Abitanti censiti

## Amministrazione

### Gemellaggi
- Seneffe, dal 1975
- Covarrubias, dal 1990